# Johannes Lang (Geistlicher)
Johannes Lang OSB (* 1583 in Stuben; † 10. Dezember 1618 in Ochsenhausen) war von 1613 bis 1618 der 15. Abt der Reichsabtei Ochsenhausen im heutigen Landkreis Biberach in Oberschwaben.

## Leben
Johannes Lang wurde im Jahre 1583 in Stuben, einem Teilort der Gemeinde Altshausen im Landkreis Ravensburg geboren. Im Alter von 11 Jahren kam er in das Kloster Ochsenhausen. Von 1604 bis 1607 studierte er an der Universität Dillingen in Dillingen an der Donau Theologie. Am 24. Juni 1607 erhielt er in Ochsenhausen die Priesterweihe, wo er den Nachwuchs ausbildete. Im März 1613 erhielt er von der schweizerischen und schwäbischen Benediktinerkongregation den Auftrag nach Venedig zu reisen, um dort den Druck des neuen Benediktinerbreviers zu leiten. Er wurde als klein von Wuchs beschrieben, aber durch sein sonstiges allgemeines Äußeres flößte er Respekt ein.
Am 29. Oktober 1613 wurde Lang zum Abt des Klosters Ochsenhausen gewählt. Schon im ersten Jahr seiner Amtsausübung wurde er schwer krank und konnte den ganzen Winter 1613/14 sein Zimmer nicht verlassen. Fünf Ärzte aus der weiteren Umgebung bemühten sich erfolglos seine Krankheit zu lindern. Der erhöhte Zustrom an Mönchen führte zu Überlegungen den Wohnbereich des Klosters, der mit den Jahren zu klein und teilweise baufällig geworden war neu zu errichten.
Am 8. März 1615 fand am südlichen Eckturm des Klosters die Grundsteinlegung für den Neubau statt. Der Grundstein wurde versehen mit einer Silberplatte. Auf dieser sind die Namen des damaligen römischen Kaisers Matthias, des Papstes Paul V., des Abtes Johannes und die Namen aller Konventualen des Klosters zu lesen. Abt Johannes leitete trotz seiner Krankheit in den folgenden drei Jahren den Neubau des Konvents. Im Spätherbst des Jahres 1618 zog das Kapitel in das neue Konventgebäude ein.
Lang initiierte die Einrichtung einer so genannten Armenkasse, in welche jährlich 500 Gulden eingezahlt wurden. In seiner Amtszeit erwarb die Abtei fünf Erblehen in einem damals so genannten Ort namens Tüssenbach. Die bestehenden Häuser von Tüssenbach ließ sein Nachfolger Abt Bartholomäus abtragen und dort das noch heute bestehende Hofgut und Ansiedlung St. Annahof errichten.
Im Jahre 1615 legte Abt Johannes den Grundstein für das Kapuzinerkloster in Biberach an der Riß.
Zwei Jahre später 1617 erhob er den mit kirchlichen Pfründen verbundenen Ort Fischbach zur Kuratie. In Hürbel der heutigen Gemeinde Gutenzell-Hürbel erlaubte Abt Johannes Baron Johann Hektor von Hürbel seine Kinder in der Schlosskirche zu taufen zu lassen. Der Baron erhielt vom Kloster die Erlaubnis dort eine Familiengrabstätte zu bauen.
Im fünften Jahr seiner Amtszeit erkrankte der Abt am Kopf, der Chronist Geisenhof spricht von einem Kopfübel.
Am 10. Dezember 1618 verstarb Abt Johannes um halb drei Uhr morgens, nach dem Empfang der Sterbesakramente. Seine sterblichen Überreste wurden in einem kupfernen Sarg im Kapitel beigesetzt. Bei der Besetzung des Klosters durch die schwedische Armee während des Dreißigjährigen Krieges wurde sein Sarg im Zwecke einer verkäuflichen Verwendung entwendet und die Gebeine im Konvent verstreut.